# Eudorylaimus minor
Eudorylaimus minor är en rundmaskart. Eudorylaimus minor ingår i släktet Eudorylaimus och familjen Dorylaimidae. Inga underarter finns listade i Catalogue of Life.